# Anna Fabri (Druckerin)
Anna Fabri (urkundlich genannt 1496) war die erste Buchdruckerin in Schweden. Sie war auch Verlegerin.

## Familie
Anna war vermutlich die Schwester des Buchdruckers Bartholomäus Ghotan († vor September 1496), der im gesamten Ostseeraum Wiegendrucke anfertigte und nach Johann Snell (1483) 1486 der zweite nicht kirchliche Drucker Schwedens wurde.
Anna heiratete den Drucker Johann Fabri (latinisiert von schwedisch Smedh bzw. deutsch Schmied), der 1487 die Offizin Snells übernahm. Als Witwe übernahm sie 1496 die Druckwerkstatt Smedhs in Stockholm und betrieb diese für mindestens ein Jahr. Ihr Sohn Bartholomäus Fabri war von 1527 bis 1530 Leiter der königlichen Druckerei in Stockholm.
Die zweite Druckerin Schwedens wurde 200 Jahre später Catharina Höök, die gezwungen war, die Hypotheken ihres verstorbenen Mannes abzulösen.

## Gedruckte Werke der Offizin Anna Fabri
- Brevianse Strengenense.
- Breviens Upsalea.